# Beauregard (patate douce)
Pour les articles homonymes, voir Beauregard.

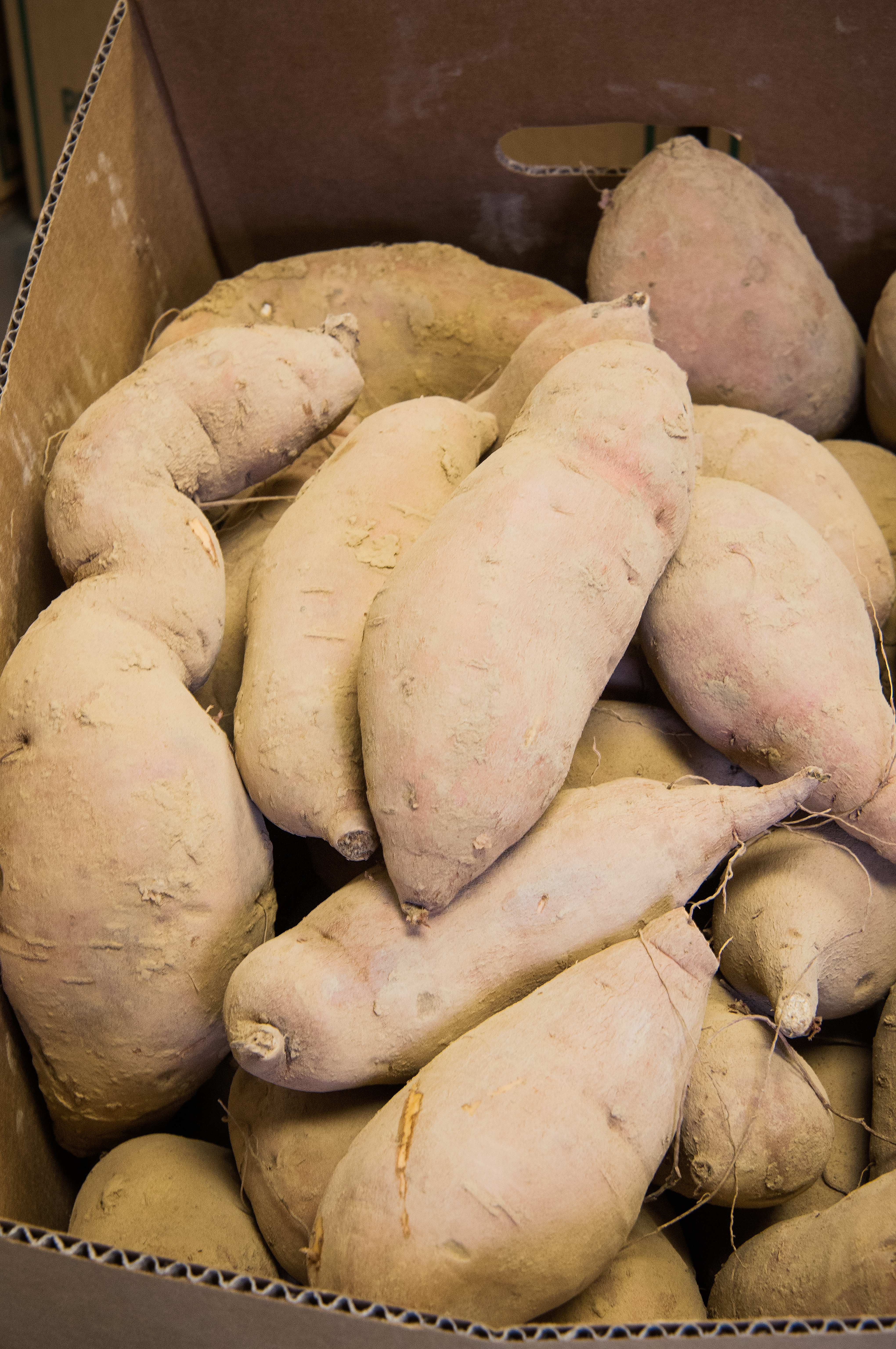
Patates douces 'Beauregard', université de l'Arkansas, 2013.

'Beauregard' est le nom d'une variété cultivée de patates douces (Ipomoea batatas) originaire des États-Unis, mise sur le marché en 1987. Cette variété à chair orange et à rendement élevé est la plus cultivées aux États-Unis, représente 90 % de la production australienne de patates douces et est l'une des trois variétés couramment cultivées en Nouvelle-Zélande.
Ce cultivar, aux tubercules de belle forme et couleur et d'un goût sucré unique en son genre, a été sélectionné à la station expérimentale de recherche agronomique de Louisiane (dépendant de l'université d'État de Louisiane) par un entomologiste, Larry Rolston, pour sa résistance aux insectes. La variété 'Beauregard'  a été largement adoptée par les producteurs et a redynamisé la production de la patate douce en Louisiane. Sa résistance à la pourriture bactérienne du sol par Streptomyces, a fait de cette maladie un problème mineur.
Le nom de ce cultivar est un hommage au général confédéré franco-louisianais Pierre Gustave Toutant de Beauregard. Ce choix est lié à la passion de Larry Rolston pour la guerre de Sécession.

## Caractéristiques
Les tubercules de la variété 'Beauregard', de forme elliptique, ont une chair de couleur orange clair ou moyennement foncé et une peau rose cuivré. Leur teneur en matière sèche est d'environ 18 %. C'est une variété à chair orange, donc à teneur élevée en bêta-carotène, riche également en vitamines A, C et E. La chair, très sucrée, a une saveur appréciée.
Le cycle de production, relativement court, est de 90 à 100 jours. Cette variété résiste à certaines des maladies importantes de la patate douce, mais ne résiste pas aux nématodes des racines ni à la pourriture molle bactérienne en phase de stockage. Elle se conserve relativement bien.

## Résistance aux maladies
Selon le Louisiana State University Agricultural Center (LSU AgCenter) :
- Pourriture et gale de la patate douce  (Streptomyces ipomoeae) : intermédiaire à résistante
- Nématode cécidogène du nord (Meloidogyne sp.) : très sensible
- Flétrissement fusarien  (Fusarium oxysporum f.sp. batatas) : résistante
- Pourriture molle bactérienne (Pectobacterium carotovorum subsp. carotovorum ) : sensible
- Pourriture molle à Rhizopus (Rhizopus stolonifer) : résistante
- Tache annulaire / maladie à sclérotes (Sclerotium rolfsii) : intermédiaire
- Pourriture fusarienne de la tige et des racines (Fusarium solani) : résistante